# Primera División de Líbano 2016-17
La Liga Premier de Líbano 2016-17 fue la 69.ª temporada de la máxima liga de fútbol en el Líbano. La temporada comenzó el 9 de septiembre de 2016 y finalizó el 23 de abril de 2017, con el quinto título del Al-Ahed.

## Equipos
Compitieron en la liga 12 equipos, 10 de la edición anterior y 2 ascendidos de la Segunda División del Líbano 2015-16. El Safa SC partió como campeón defensor.
Los clubes Hekmeh FC y Shabab Al-Ghazieh descendieron al segundo nivel tras finalizar en los dos últimos lugares de la temporada 2015-16. Ellos fueron reemplazados por el campeón del segundo nivel Tadamon Sour y el subcampeón Al-Akhaa Al-Ahli Aley. Ambos clubes regresaron a la máxima categoría luego de disputar la temporada 2014-15.

### Datos generales
| Equipo              | Ciudad         | Estadio              | Aforo  | Entrenador         |
| ------------------- | -------------- | -------------------- | ------ | ------------------ |
| Al Ahed             | Beirut         | Municipal de Beirut  | 22.500 | Robert Jaspert     |
| Al Akhaa Al Ahli    | Aley           | Amin AbdelNour       | 3.500  | Hussein Afash      |
| Al Ansar            | Beirut         | Municipal de Beirut  | 22.500 | Zoran Pešić        |
| Al Egtmaaey Tripoli | Trípoli        | Municipal de Trípoli | 22.000 | Iyad Abd Al Kareem |
| Al Nejmeh           | Beirut         | Rafic El-Hariri      | 5.000  | Jamal Al Haj       |
| Al-Nabi Sheet       | Al-Nabi Shayth | Nabi Shayth          | 1.000  | Mahmoud Hammoud    |
| Racing Beirut       | Beirut         | Bourj Hammoud        | 8.000  | Moussa Hojaij      |
| Safa                | Beirut         | Safa                 | 4.000  | Emile Rustom       |
| Salam Zgharta       | Zgharta        | Zgharta              | 5.000  | Tareq Jaraya       |
| Shabab Al-Sahel     | Beirut         | Municipal de Beirut  | 22.500 | Samir Saad         |
| Tadamon Sour        | Tiro           | Sour                 | 6.500  | Mohammed Zouheir   |
| Tripoli SC          | Trípoli        | Municipal de Trípoli | 22.000 | Fadi Al Omari      |

### Jugadores foráneos
| Club            | Visa 1          | Visa 2           | Visa 3                | Visa 4        |
| --------------- | --------------- | ---------------- | --------------------- | ------------- |
| Al Ahed         | Youssef Mouihbi | Denis Iguma      | Musa Kabiru           |               |
| Al-Ahli Aley    | Cadú            | Elio             | Nenad Novaković       | Ward Salama   |
| Al Ansar        | Bruno Smith     | Moulaye Khalil   | Lorougnon Remi        |               |
| Al Egtmaaey     | Adam Msalashi   | Sekyi Quaye      | Cofie Bekoe           | Bassam Asaad  |
| Al-Nabi Sheet   | Daniel Odafin   | Mouhamadou Dramé | Mohammad Qasim        |               |
| Al Nejmeh       | Nicolas Cofi    | Petar Planić     | Abdelrazaq Al Hussain |               |
| Racing Beirut   | Douglas         | Cairo            | Andrei Vițelaru       |               |
| Safa SC         | Dominique Mendy | Talla N'Diaye    | Standli Eshabi        |               |
| Salam Zgharta   | Leo Bahía       | Michael Helegbe  | Ibrahim Swidan        | Mamadou Niass |
| Shabab Al-Sahel | Zuberu Salifu   | Issa Yakobo      | Abdoulaye Kanouté     |               |
| Tadamon Sour    | Ramos Junior    | Paulo Vitor      | Wasim Abdelhady       |               |
| Tripoli SC      | Kennedy Ashia   | David Opoku      | Peter Quarting        |               |

## Tabla de posiciones
|     | Equipos de fútbol   | PJ | G  | E | P  | GF | GC | Dif | Pts |
| --- | ------------------- | -- | -- | - | -- | -- | -- | --- | --- |
| 01. | Al Ahed (c)         | 22 | 15 | 4 | 3  | 41 | 14 | +27 | 49  |
| 02. | Salam Zgharta       | 22 | 12 | 4 | 6  | 35 | 29 | +6  | 40  |
| 03. | Al Nejmeh           | 22 | 11 | 6 | 5  | 36 | 22 | +14 | 39  |
| 04. | Al Ansar            | 22 | 9  | 5 | 8  | 35 | 40 | -5  | 32  |
| 05. | Al-Nabi Sheet       | 22 | 9  | 4 | 9  | 35 | 40 | -5  | 32  |
| 06. | Safa SC             | 22 | 8  | 6 | 8  | 32 | 32 | +0  | 30  |
| 07. | Tadamon Sour        | 22 | 9  | 3 | 10 | 25 | 25 | +0  | 30  |
| 08. | Racing Beirut       | 22 | 8  | 6 | 8  | 26 | 30 | -4  | 30  |
| 09. | Al-Ahli Aley        | 22 | 9  | 2 | 11 | 35 | 37 | -2  | 29  |
| 10. | Tripoli SC          | 22 | 8  | 4 | 10 | 34 | 31 | -3  | 28  |
| 11. | Shabab Al Sahel (D) | 22 | 7  | 4 | 11 | 21 | 23 | -2  | 25  |
| 12. | Al Egtmaaey (D)     | 22 | 2  | 2 | 18 | 21 | 60 | -39 | 8   |

PJ = Partidos jugados; G = Partidos ganados; E = Partidos empatados; P = Partidos perdidos; GF = Goles anotados; GC = Goles recibidos; Dif = Diferencia de goles; Pts = Puntos.

(C) = Campeón; (D) = Descendido.

Fuente:
1. ↑  Sí el Al Ahed avanza a la fase de grupo de la LC, entonces ocupará su puesto en la fase de grupo de la Copa AFC 2018.
2. ↑  Ganador de la Copa de Siria 2016-17.

|  | Liga de Campeones 2018 (Ronda preliminar)         |
|  | Copa AFC 2018 (Fase de grupo)                     |
|  | Copa AFC 2018 (Ronda de Play-Off)                 |
|  | Copa de Clubes del Mundo Árabe 2017-18            |
|  | Descenso a la Segunda División del Líbano 2017-18 |

## Estadísticas

### Goleadores
Actualizado hasta el 29 de noviembre de 2016.
| Lugar | Jugador          | Equipo        | Goles |
| ----- | ---------------- | ------------- | ----- |
| 1     | Dominique Mendy  | Safa SC       | 6     |
| 1     | Rabih Ataya      | Al Ansar      | 6     |
| 3     | Abu Baker Al Mal | Tripoli SC    | 5     |
| 3     | Akram Moghrabi   | Al Nejmeh     | 5     |
| 3     | David Opoku      | Tripoli SC    | 5     |
| 3     | Mamadou Niass    | Salam Zgharta | 5     |